# Præsidentiel rækkefølge (USA)
Præsidentiel rækkefølge  (Presidential Succession Act). Det er ved lov i  USA fastlagt rækkefølgen af kandidater til præsidentembedet, i det tilfælde hvor  hverken præsidenten eller vice-præsidenten i USA er i stand til at ”udøve og udføre de til præsindtembedets fastlagte lovgivne  funktionern”.
Dette kan eksempelvis være tilfældet ved dødsfald, tilbagetrækning- eller afsættelse fra embedet etc., hvor det vil være nødvendigt at indsætte ny præsident.
I 1947 afløste  ny lovgivning de tidligere Presidential Succession Act's fra  fra 1886 og 1792.

## Rækkefølge
Angivne danske titler skal betragtes som vejledende.
I henhold til nuværende lovgivning (2012), afsnit 3 USC § 19, rækkefølgen som følger:
- Speaker of the House of Representatives
- President pro tempore of the Senate
- Secretary of State – (udenrigsminister)
- Secretary of the Treasury – (finansminister)
- Secretary of Defense – (forsvarsminister)
- Attorney General – (justitsminister)
- Secretary of the Interior – (indenrigsminister)
- Secretary of Agriculture – (landbrugsminister)
- Secretary of Commerce – (handelsminister)
- Secretary of Labor – (arbejdsminister)
- Secretary of Health and Human Services – (sundhedsminister)
- Secretary of Housing and Urban Development – (boligminster)
- Secretary of Transportation – (transporminister)
- Secretary of Energy – (energiminister)
- Secretary of Education – (undervisningsminister)
- Secretary of Veterans Affairs – (veteranminister)
- Secretary of Homeland Security – (sikkerhedsminister)

Indsatte person sidder i  præsidentembedet til valgperiodens udløb.

## Ekstern henvisning
- Presidential and Vice Presidential Succession:  Overview and Current Legislation, Congressional Research Service Report for Congress, Order Code RL31761, September 27, 2004